# Пам'ятки історії Куп'янського району
У Куп'янському районі Харківської області на обліку перебуває 33 пам'ятки історії.
| № п/п | Охоронний номер пам'ятки | Місце знаходження, (адреса) пам'ятки               | Найменування пам'ятки | Автор, дослідник пам'ятки. Дата відкриття                            | Матеріал, з якого виготовлений пам'ятник. Основні розміри                                                       | Категорія охорони пам'ятки | Номер і дата рішення державних органів про взяття пам'ятки під охорону | Охоронна зона                                                  |
| ----- | ------------------------ | -------------------------------------------------- | --- | -------------------------------------------------------------------- | --- | -------------------------- | ---------------------------------------------------------------------- | -------------------------------------------------------------- |
| 1.    | 1142                     | с. Біле Лісностінківської с/р                      | Братська могила радянських воїнів. Поховано 139 воїнів. 1943 р.                                                                                       | Харківська скульптурна фабрика 1955 р.                               | Скульптура — 2,5 м, з/б, окований міддю Постамент — 2,25 м, цегла, цемент                                       | Місцева                    | № 61 від 25.01.72 р.                                                   | 25 м (Наказ управління культури і туризму від 10.09.09. № 234) |
| 2.    | 1720                     | с. Берестове Піщанської с/р                        | Братська могила радянських воїнів. Поховано невідома кількість. До цієї могили перенесена братська могила з с. Ревучого. 1943 р.                      | Скульпт. Бондар П. М. 1975 р., Перепоховання 1995 р.                 | Скульптура — 4,0 м, з/б, окований міддю Постамент — 2,5 м, цегла, цемент                                        | -<<-                       | № 13 від 12.01.81 р.                                                   | 25 м (Наказ управління культури і туризму від 10.09.09. № 234) |
| 3.    | 1143                     | с. Глушківка Глушківської с/р                      | Братська могила радянських воїнів. Поховано 15 воїнів. 1942 р., 1943 р.                                                                               | Харківська скульптурна фабрика 1958 р.                               | Скульптура — 2,5 м, з/б, окований міддю Постамент — 2,5 м, цегла, цемент                                        | -<<-                       | № 61 від 25.01.72 р.                                                   | 25 м (Наказ управління культури і туризму від 10.09.09. № 234) |
| 4.    |                          | с. Глушківка (кладовище)                           | Могила М. Л. Глушко, Героя Соц. Праці. 1994 р. | 2001 р.                                                              | Метал | -<<-                       | Наказ УК ХОДА № 25 від 02.03.05 р.                                     |                                                                |
| 5.    |                          | с. Глушківка (кладовище)                           | Могила Г. Й. Кардаш, Героя Соц. Праці. 1998 р. | 2001 р.                                                              | Дерево | -<<-                       | Наказ УК ХОДА № 25 від 02.03.05 р.                                     |                                                                |
| 6.    |                          | с. Грушівка (кладовище)                            | Могила К. Т. Третьякової, Героя Соц. Праці. | 1994 р.                                                              | З/б | -<<-                       | Наказ УК ХОДА № 25 від 02.03.05 р.                                     |                                                                |
|       |                          |                                                    | |                                                                      | |                            |                                                                        |                                                                |
| 8.    | 1144                     | с. Гусинка Гусинської с/р                          | Братська могила партизанів і радянських воїнів. Поховано 79 воїнів. 1919 р., 1943 р.                                                                  | Харківська скульптурна фабрика 1959 р.                               | Скульптура — 3,0 м, з/б, окований міддю Постамент — 3,0 м, цегла, цемент                                        | -<<-                       | -<<-                                                                   | 25 м (Наказ управління культури і туризму від 10.09.09. № 234) |
| 9.    | 1145                     | с. Затишне Ягідненської с/р                        | Братська могила радянських воїнів. Поховано 55 воїнів. 1943 р.                                                                                        | Харківська скульптурна фабрика 1951 р.                               | Скульптура — 2,5 м, з/б, окований міддю Постамент — 3,5 м, цегла, цемент                                        | -<<-                       | -<<-                                                                   | 25 м (Наказ управління культури і туризму від 10.09.09. № 234) |
| 10.   | 1146                     | с. Кислівка Кислівської с/р                        | Братська могила радянських воїнів. Поховано 93 воїни. 1943 р.                                                                                         | Харківська скульптурна фабрика 1956 р.                               | Скульптура — 2,5 м, з/б, окований міддю Постамент — 2,0 м, цегла, цемент                                        | -<<-                       | -<<-                                                                   | 25 м (Наказ управління культури і туризму від 10.09.09. № 234) |
| 11.   | 1148                     | с. Колісниківка Глушківської с/р                   | Братська могила радянських воїнів. Поховано 280 воїнів. 1943 р.                                                                                       | Харківська скульптурна фабрика 1957 р.                               | Скульптура — 3,0 м, з/б, окований міддю Постамент — 3,0 м, цегла, цемент                                        | -<<-                       | -<<-                                                                   | 25 м (Наказ управління культури і туризму від 10.09.09. № 234) |
| 12.   | 1147                     | с. Кіндрашівка Кіндрашівської с/р                  | Братська могила радянських воїнів. Поховано 48 воїнів. 1943 р.                                                                                        | Харківська скульптурна фабрика 1959 р.                               | Скульптура — 2,5 м, з/б, окований міддю Постамент — 3,2 м, цегла, цемент                                        | Місцева                    | № 61 від 25.01.72 р.                                                   | 25 м (Наказ управління культури і туризму від 10.09.09. № 234) |
| 13.   | 1149                     | с. Кругляківка Сеньківської с/р                    | Братська могила радянських воїнів. Поховано 113 воїнів. 1943 р.                                                                                       | Харківська скульптурна фабрика 1957 р. Скульпт. Супрун О. О. 1993 р. | Скульптура — 2,5 м, з/б, окований міддю Постамент — 2,5 м, цегла, цемент                                        | -<<-                       | -<<-                                                                   | 25 м (Наказ управління культури і туризму від 10.09.09. № 234) |
| 14.   | 1141                     | с. Курилівка Курилівської с/р                      | Братська могила червоноармійців. Поховано 21 воїна. 1919 р.                                                                                           | 1920 р.                                                              | Обеліск — 4,7 м, цегла Постамент — 1,8 м, цегла                                                                 | -<<-                       | -<<-                                                                   |                                                                |
| 15.   | 1150                     | -<<-                                               | Група братських (4) та індивідуальних (2) могил радянських воїнів. Поховано 93 воїни. 1943 р.                                                         | Харківська скульптурна фабрика 1959 р.                               | Скульптура — 2,5 м, з/б, окований міддю Постамент — 2,0 м, цемент                                               | -<<-                       | -<<-                                                                   | 25 м (Наказ управління культури і туризму від 10.09.09. № 234) |
| 16.   | 1151                     | с. Моначинівка Гусинської с/р                      | Братська могила червоноармійців, радянських воїнів та пам'ятник Жердію С. М. — Герою Радянського Союзу. Поховано 75 воїнів. 1919 р., 1942 р., 1943 р. | Харківська скульптурна фабрика 1959 р., 1970 р.                      | Скульптура — 2,5 м, з/б Постамент — 2,7 м, цегла, цемент. Стела — 2,4х1,2х0,5 м, граніт. Постамент — 0,5 м, з/б | -<<-                       | -<<-                                                                   | 25 м (Наказ управління культури і туризму від 10.09.09. № 234) |
| 17.   | 1941                     | -<<-                                               | Пам'ятник В. І. Леніну | Харківська скульптурна фабрика 1970 р.                               | Бюст — 1,2 м, з/б. Постамент — 2,1 м, цегла, цемент                                                             | -<<-                       | № 196 від 16.04.84 р.                                                  |                                                                |
| 18.   | 1152                     | с. Московка Кіндрашівської с/р                     | Братська могила радянських воїнів. Поховано 8 воїнів. 1943 р.                                                                                         | Харківська скульптурна фабрика 1959 р.                               | Скульптура — 3,0 м, з/б Постамент — 2,7 м, цегла, цемент                                                        | -<<-                       | № 61 від 25.01.72 р.                                                   | 25 м (Наказ управління культури і туризму від 10.09.09. № 234) |
| 19.   | 1153                     | с. Нечволодівка Нечволодівської с/р                | Братська могила радянських воїнів. Поховано 20 воїнів. 1943 р.                                                                                        | Харківська скульптурна фабрика 1952 р.                               | Скульптура — 2,5 м, з/б Постамент — 4,0 м, цегла, цемент                                                        | -<<-                       | -<<-                                                                   | 25 м (Наказ управління культури і туризму від 10.09.09. № 234) |
| 20.   | 1154                     | с. Новоосинове Курилівської с/р                    | Братська могила радянських воїнів. Поховано 11 воїнів. 1943 р.                                                                                        | Харківська скульптурна фабрика 1956 р.                               | Скульптура — 3,0 м, з/б Постамент — 1,5 м, цегла, цемент                                                        | -<<-                       | -<<-                                                                   | 25 м (Наказ управління культури і туризму від 10.09.09. № 234) |
| 21.   | 1157                     | с. Піщане Піщанської с/р                           | Братська могила радянських воїнів. Поховано 83 воїни. 1943 р.                                                                                         | Харківська скульптурна фабрика 1961 р.                               | Скульптура — 2,5 м, з/б Постамент — 2,5 м, цегла, цемент                                                        | -<<-                       | -<<-                                                                   | 25 м (Наказ управління культури і туризму від 10.09.09. № 234) |
| 22.   | 1155                     | с. Петрівка Петрівської с/р                        | Братська могила радянських воїнів. Поховано 21 воїна. 1943 р.                                                                                         | Харківська скульптурна фабрика 1958 р.                               | Скульптура — 3,0 м, з/б Постамент — 3,0 м, цегла, цемент                                                        | -<<-                       | -<<-                                                                   | 25 м (Наказ управління культури і туризму від 10.09.09. № 234) |
| 23.   | 1156                     | с. Петропавлівка Петропавлівської с/р              | Братська могила радянських воїнів. Поховано 104 воїни. 1943 р.                                                                                        | Харківська скульптурна фабрика 1959 р.                               | Скульптура — 2,8 м, з/б Постамент — 3,0 м, цегла, цемент                                                        | -<<-                       | -<<-                                                                   | 25 м (Наказ управління культури і туризму від 10.09.09. № 234) |
|       |                          |                                                    | |                                                                      | |                            |                                                                        |                                                                |
| 25.   | 1158                     | с. Пристін Пристінської с/р                        | Братська могила радянських воїнів. Поховано 19 воїнів. 1943 р.                                                                                        | Харківська скульптурна фабрика 1958 р.                               | Скульптура — 2,5 м, з/б Постамент — 3,0 м, цегла, цемент                                                        | -<<-                       | -<<-                                                                   | 25 м (Наказ управління культури і туризму від 10.09.09. № 234) |
| 26.   | 1159                     | с. Просянка Гусинської с/р                         | Братська могила радянських воїнів. Поховано 132 воїни. 1943 р.                                                                                        | Харківська скульптурна фабрика 1958 р.                               | Скульптура — 3,0 м, з/б Постамент — 2,8 м, цегла, цемент                                                        | -<<-                       | -<<-                                                                   | 25 м (Наказ управління культури і туризму від 10.09.09. № 234) |
|       |                          |                                                    | |                                                                      | |                            |                                                                        |                                                                |
| 28.   | 1160                     | Сеньківська с/р, на території колишнього с. Ревуче | Братська могила радянських воїнів. Поховано 8 воїнів. 1943 р. Перенесена у 1995 р. у с. Берестове                                                     | Харківська скульптурна фабрика 1957 р., 1995 р.                      | Скульптура — 3,0 м, з/б Постамент — 3,0 м, цегла, цемент                                                        | Місцева                    | № 61 від 25.01.72 р.                                                   | 25 м (Наказ управління культури і туризму від 10.09.09. № 234) |
| 29.   | 1161                     | с. Сенькове Сеньківська с/р                        | Братська могила радянських воїнів і пам'ятний знак воїнам-односельцям. Поховано 600 воїнів. 1942 р., 1943 р. 1941—1945 рр.                            | Харківська скульптурна фабрика 1958 р., 1970 р.                      | Скульптура — 2,5 м, з/б Постамент — 3,5 м, цегла, цемент. 2 стели — 2,5х6,0х0,4 м, з/б                          | -<<-                       | -<<-                                                                   | 25 м (Наказ управління культури і туризму від 10.09.09. № 234) |
| 30.   | 1162                     | с. Сеньок Пристінської с/р                         | Братська могила радянських воїнів. Поховано 8 воїнів. 1943 р.                                                                                         | Харківська скульптурна фабрика 1966 р.                               | Скульптура — 4,0 м, з/б Постамент — 0,5 м                                                                       | -<<-                       | № 61 від 25.01.72 р.                                                   | 25 м (Наказ управління культури і туризму від 10.09.09. № 234) |
| 31.   | 1163                     | с. Синиха Лісностінківської с/р                    | Братська могила радянських воїнів. Поховано 23 воїни. 1943 р.                                                                                         | Харківська скульптурна фабрика 1958 р.                               | Скульптура — 3,0 м, з/б, окований міддю Постамент — 2,5 м, цегла, цемент                                        | -<<-                       | -<<-                                                                   | 25 м (Наказ управління культури і туризму від 10.09.09. № 234) |
| 32.   | 1165                     | -<<-                                               | Будинок, у якому народився й жив Тихоцький В. О., революціонер-народник. XIX ст.                                                                      |                                                                      | Будинок цегляний, одноповерховий 4,0х28,0х12,0 м                                                                | -<<-                       | -<<-                                                                   |                                                                |
| 33.   | 1164                     | с. Смородьківка Смородьківської с/р                | Братська могила радянських воїнів. Поховано 31 воїна. 1942 р., 1943 р.                                                                                | Харківська скульптурна фабрика 1967 р., 1993 р.                      | Скульптура — 2,75 м, з/б, окований міддю Постамент — 2,1 м, цегла, цемент                                       | -<<-                       | -<<-                                                                   | 25 м (Наказ управління культури і туризму від 10.09.09. № 234) |
|       |                          |                                                    | |                                                                      | |                            |                                                                        |                                                                |